# Song Yoo-geol
Song Yoo-geol (송유걸?, 宋宇阁?; Pusan, 16 febbraio 1985) è un ex calciatore sudcoreano, di ruolo portiere.

## Carriera

### Club
Ha giocato nella prima divisione sudcoreana.

### Nazionale
Ha partecipato ai Giochi Olimpici del 2008.

## Palmarès

### Club

#### Competizioni nazionali
- Coppa della Corea del Sud: 2

Chunnam Dragons: 2006, 2007